# 채희정
채희정(蔡喜正, 1924년 ~ 2014년 2월)은 조선민주주의인민공화국의 정치인이다. 당 문서정리실 실장이며, 조선로동당 중앙위원회 정치국 위원이다. 최고인민회의 제12기 대의원이다.

## 경력
1924년 일제강점기에 함경남도에서 태어났다. 김일성종합대학와 모스크바 대학교를 졸업했으며, 1958년 과학원 사회과학위원과 1960년 인민경제대학 교무부학장을 역임했다. 1961년 9월 조선로동당 중앙위 위원 겸 당 중앙위 부부장을 거쳐, 1963년 10월 당 중앙위 문서부 부장이 되었다. 1965년 4월 내각 참사에 임명되어 김일성 수행원으로 인도네시아를 방문했다. 1966년 10월, 조선로동당 제2차 당 대표자회 집행부에 이름을 올렸다. 1977년 12월 정무원 노동행정부 부장을 역임했으며, 1980년 당 중앙위 후보위원에 선임되었다. 그리고 1983년 6월 당 비서국의 계획재정담당 비서를 맡았고, 1984년 1월에는 최고인민회의 법안심의위 위원장으로 활동했다.
1988년 8월 정무원 노동행정부 부장, 같은 해 11월 합영공업부 부장과 조선국제합영촉진위 위원장직을 연이어 맡았다. 이듬해 1990년 5월 최고인민회의 예산심의위 부위원장직, 6월에 중앙인민위 경제정책위 부위원장직에 맡아 활동했다. 1993년 12월에 당 중앙위 위원에 다시 선출되어, 당 계획재정부 부장에 올랐으며, 1994년 2월 정무원 국가과학기술위원회 위원장을 맡았다. 1995년 조선로동당 당 문서정리실 실장에 임명되었다. 2002년 국제합영촉진위원회 위원장을 역임했다. 2010년 9월, 조선로동당 중앙위원회 위원에 선임되었다.
2014년 2월 사망함.

## 최고인민회의 대의원
1962년 최고인민회의 제3기 대의원, 그리고 1977년부터 2003년까지 제6~11기 대의원을 연이어 지냈으며, 2009년 4월이후 제12기 대의원을 맡고 있다.

## 수훈
1985년 4월 김일성훈장을 받았다.

## 기타
1994년 김일성, 1995년 오진우, 2005년 연형묵, 2009년 홍성남, 2010년 김중린과 조명록, 2011년 김정일 사망 당시에 국가 장의위원회 위원을 맡았다.